# Alice Moseley
Alice Moseley (fl. XX secolo) è stata un'attrice britannica del cinema muto.

## Biografia
Non si conoscono i dati biografici di Alice Moseley. Lavorò sei anni nel cinema, per la casa di produzione londinese British & Colonial Kinematograph Company. Il suo debutto risale al 1909, quando affiancò l'attrice francese Ivy Martinek in The Exploits of Three-Fingered Kate, film a un rullo su una criminale a capo di una banda di malfattori. Il successo riscosso dalla pellicola fece sì che la B & C decidesse di continuare la serie usando sempre lo stesso cast. Così Alice Moseley, che impersonava Mary, la sorella di Kate, interpretò quel personaggio in altri sei episodi.
Nella sua filmografia si contano nove film, l'ultimo dei quali interpretato nel 1915.

## Filmografia
La filmografia è completa.
- The Exploits of Three-Fingered Kate, regia di J.B. McDowell (1909)
- Three-Fingered Kate: Her Second Victim, the Art Dealer, regia di H.O. Martinek (1909)
- Three-Fingered Kate: Her Victim the Banker o Three Fingered Kate, regia di H.O. Martinek (1910)
- Three-Fingered Kate: The Episode of the Sacred Elephants, regia di H.O. Martinek (1910)
- Three-Fingered Kate: The Wedding Presents, regia di Charles Raymond (1912)
- Three-Fingered Kate: The Case of the Chemical Fumes, regia di H.O. Martinek (1912)
- Three-Fingered Kate: The Pseudo-Quartette, regia di H.O. Martinek (1912)
- With Human Instinct, regia di H.O. Martinek (1913)
- Flying from Justice, regia di Percy Nash (1915)